# Tarta de queso japonesa
La cheesecake japonesa, también llamada tarta de queso japonesa, es una variante de la tradicional tarta de queso que se caracteriza por su textura más ligera y menos dulce en comparación con las versiones norteamericanas. Al salir del horno, tiene una textura temblorosa y aireada, similar a la de un suflé, y cuando se enfría, su consistencia se asemeja a la de un pastel chiffon.

## Historia

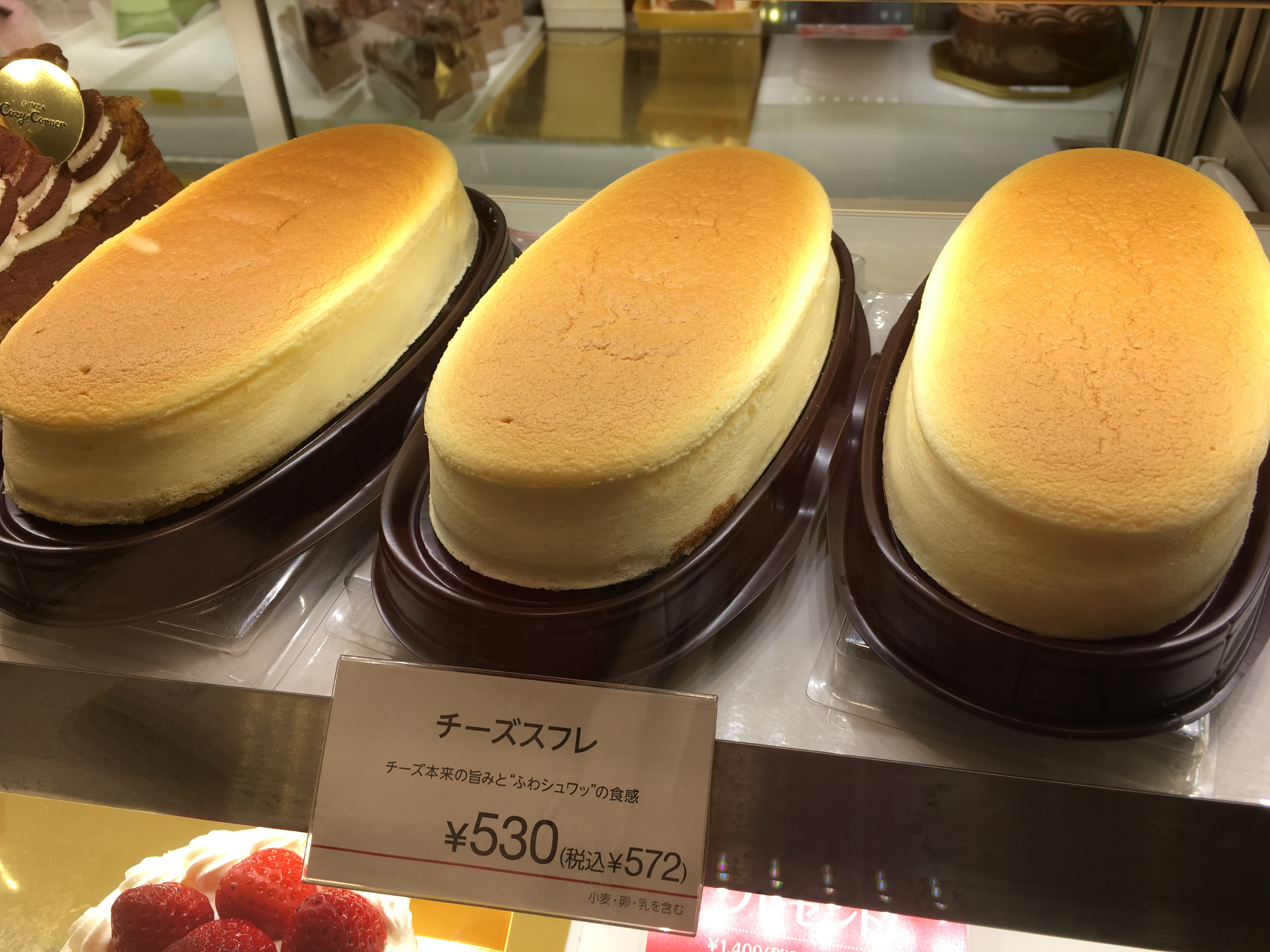
Tarta de queso de Ginza Cozy Corner

La receta de la tarta de queso japonesa fue creada por el chef Tomotaro Kuzuno, quien se inspiró en una variante alemana de tarta de queso, la käsekuchen, durante un viaje a Berlín en los años 60. Esta versión es menos dulce y contiene menos calorías que las tartas de queso occidentales, ya que lleva menos queso y azúcar. Los ingredientes principales son queso crema, mantequilla, azúcar y huevos. Al igual que un pastel chiffon o suflé, la tarta de queso japonesa tiene una textura esponjosa, conseguida al batir las claras y las yemas de huevo por separado. Tradicionalmente se elabora al baño maría. Esta tarta es el plato más popular de Uncle Tetsu's Cheesecake, una cadena de panaderías japonesa que comenzó en Hakata-ku, Fukuoka, en 1947.